# アイダホ州の歴史
アイダホ州の歴史（アイダホしゅうのれきし、英:History of Idaho）では、主にアメリカ合衆国アイダホ州となった地域に、ヨーロッパ人が到着してからの人類の歴史と社会活動を概説する。地理的には太平洋岸北西部すなわちアメリカ合衆国とカナダの西海岸近くにある。そのた関連有る地域としてアラスカ州南部、ブリティッシュ・コロンビア州、ワシントン州、オレゴン州の全部、モンタナ州西部およびカリフォルニア州とネバダ州の北部がある。
アイダホ州となった地域には14,500年間人類が住んだ可能性がある。ツインフォールズ近くのウィルソン・バット洞窟で行われた1959年の発掘で、北アメリカでは最古の人工物と同定される鏃を含み人間の活動の証拠が出てきた。有史時代にこの地域を支配したアメリカ州の先住民族としては、北部のネズ・パース族とコー・ダリーン族、南部の北部ショショーニ族と西部ショショーニ族およびバノック族がいた。

## ヨーロッパ人の探検
アイダホは50州の中でヨーロッパ人に探検されたことでは最後の地域となった。1805年8月12日、ルイス・クラーク探検隊がレミ峠から現在のアイダホに入った。南部アイダホに入った最初の探検隊は1811年と1812年のウィルソン・プライス・ハントに導かれた集団と考えられており、ミズーリ州セントルイスからオレゴン州アストリアまですべて水路で西方への道を切り開こうとしたときに、スネーク川を遡ったものだった。当時約8,000人の先住民族がこの地域に住んでいた。
この地域に初期に侵入したヨーロッパ人にとって毛皮交易が重要な意味を持っていた。ミズーリ毛皮会社のアンドリュ・ヘンリーが1810年に初めてスネーク川に入った。現在のセントアンソニー近く、スネーク川上流にあるヘンリーズ・フォークにヘンリー砦を造った。しかし、ロッキー山脈から西の最初のアメリカ人毛皮交易基地は翌春には放棄された。イギリスが所有するハドソン湾会社が次にアイダホに入った。1820年代までにハドソン湾会社はスネーク川地域の交易を支配し、アメリカ人交易業者の最善の努力はあったものの、1850年代半ばのビーバー市場の失墜までハドソン湾会社が独占を続けた。アメリカ人ウィリアム・H・アシュレーとジェデッドアイア・スミスがセントルイスの毛皮交易を1824年にアイダホまで拡げた。1832年、現在のティトン郡にあるスリーティトンの麓でピエールズホールの罠猟師の集会が開催された。この後にグロヴァントル族と、同盟するネズ・パース族やフラットヘッド・インディアンに助けられたアメリカ人罠猟師の大集団との間に激しい戦闘が起こった。
宣教の仕事がこの地域に初期開拓者を惹き付けた。1809年、アイダホでは初の白人が所有する施設で初の交易拠点であるカリスペル・ハウスが建設された。1836年、ヘンリー・H・スポルディングがラップウェイ近くに宣教所を造り、そこで北西部では初の本を印刷し、アイダホで初の学校を設立し、初の灌漑設備を発展させ、また地域では初のジャガイモを育てた。ナーシサ・ホィットマンとエリザ・ハート・スポルディングはアイダホに入った最初の非先住民女性だった。アイダホでは最古の残存建築物、カタルド宣教所は1848年から1853年の間にコー・ダリーン族とカトリック宣教団によってカタルドに建設された。

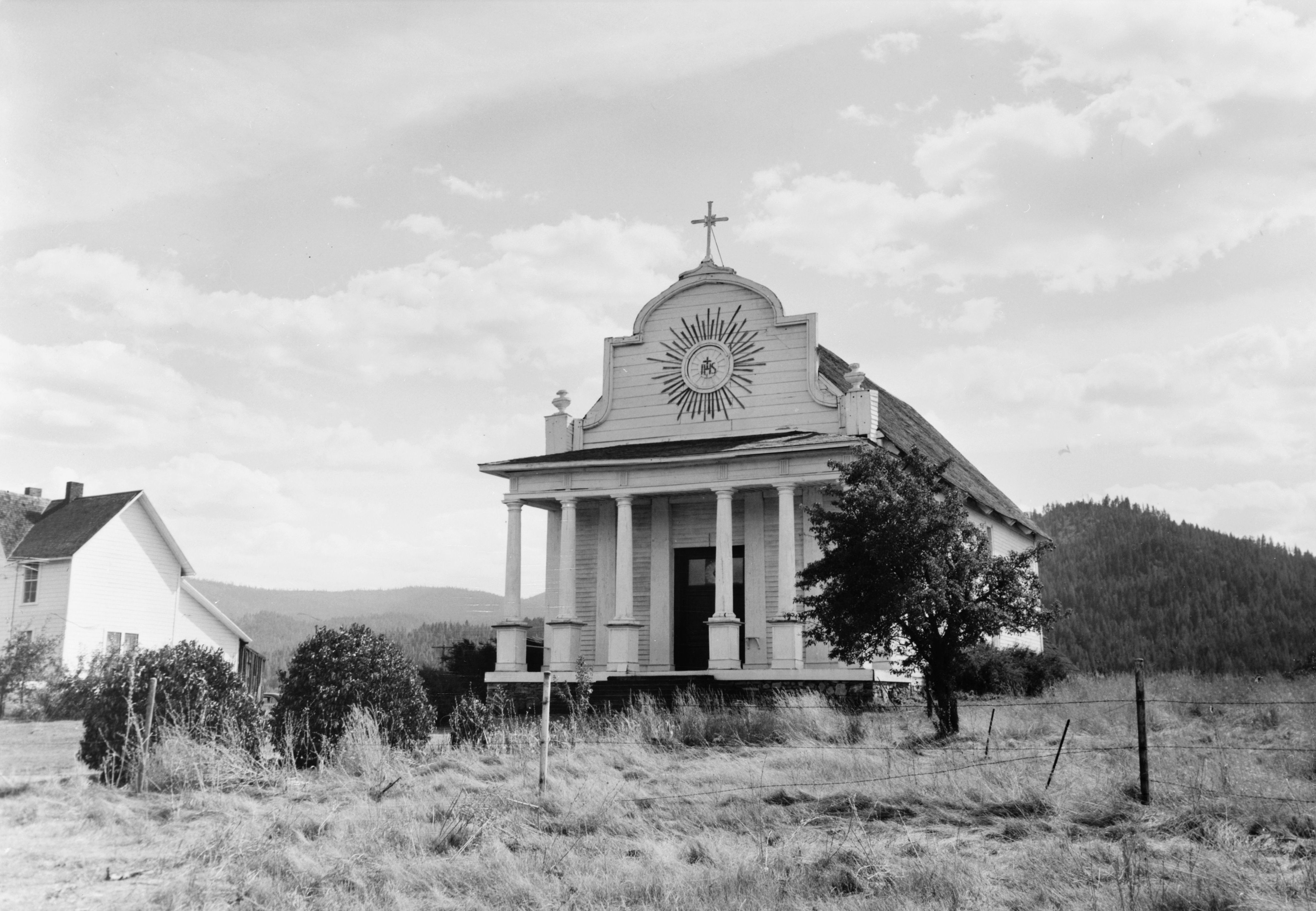
カタルド伝道所

この期間、アイダホ地域はオレゴン・カントリーと呼ばれる非自治化領土の一部であり、アメリカ合衆国とイギリスの両方が領有を主張していた（オレゴン境界紛争）。アメリカ合衆国は1846年のオレゴン条約でこの地域の明白な司法権を獲得した。1848年のオレゴン準州の初期境界は現在の太平洋岸北西部3州全部と東は大陸分水界まで拡がっていた。1853年北緯46度線から北の地域はワシントン準州となり、現在のアイダホは2つに分かれた。1859年オレゴンが州になり、ワシントン準州の境界線が引き直された後で、アイダホはまた一つになった。
オレゴン・トレイルを通って何千という人々がアイダホを通過し、あるいは1849年のカリフォルニア・ゴールドラッシュの時もアイダホに定着する人は少なかった。1860年アイダホであった数回のゴールドラッシュの最初のものが現在のクリアウォーター郡ピアスで始まった。1862年までに、北部南部ともに開拓地は鉱山ブームに湧いた。

## 開拓

### モルモン教徒の定住
アイダホで初の組織化された町はフランクリンであり、モルモン開拓者がそこはユタ準州内だと思いこんで1860年4月に入植した所だった。後の測量調査で彼等は実際に境界を越えていたことが分かった。モルモン開拓者はアイダホ南東部で歴史有るまた現代の地域社会の大半を設立し続け、現在のワイオミング州グランドティトン国立公園近くの地域まで達した。

### ポーランド系アメリカ人
ポーランド人は東欧での正教会や地域的寡頭制政治による弾圧の結果として19世紀後半にアイダホに移住してきた。この集団の主要な入植地はモンタナ州南部、ワイオミング州西部およびスネーク川平原だった。

### アイルランド系アメリカ人
アイルランド人はジャガイモ飢饉の後で北アメリカに移民し、そのある者は農業に適した土地を求めて西に移ってきた。多くの者はモンタナやアイダホ南部で止まった。この地域にはカトリック教会が既にあったので、多くのアイルランド人カトリック教徒はボイシやグレートフォールズに入植した。

### アフリカ系アメリカ人
ルイス・クラーク探検隊で太平洋に向かったときのヘルパー、ヨークがアイダホに入った最初のアフリカ系アメリカ人と記録された。現在は奴隷制廃止後に西部に来た者たちでかなりの数のアフリカ系アメリカ人がいる。多くはポカテッロ近くに入植し、牧夫、芸人、および農夫になった。解放されたとは言っても多くの黒人は20世紀初期から半ばまで人種差別を味わった。現在でも黒人人口は増え続けており、多くは教育の機会、軍隊での任務およびその他の雇用機会を求めてやってきている。ボイシにはがあり、州内初期アフリカ系アメリカ人を記録にとどめる「見えないアイダホ人」と呼ばれる展示がある。2000年の国勢調査に拠れば、アイダホ州ではアフリカ系アメリカ人が4番目に大きな民族となっている。マウンテンホーム、ボイシおよびガーデンシティにはかなりのアフリカ系アメリカ人が住んでいる。

### バスク人
スペインのイベリア半島や南フランスから来たバスク人はヨーロッパでは伝統的な羊飼いだった。彼等はアイダホに来て、機会と引き換えに厳しい仕事や忍耐を提供した。アメリカでも最大のバスク人社会がボイシにある。バスク博物館もあり、市内では毎年祭りが開催される。

### 中国人開拓地
1800年代中頃の中国系アメリカ人はサンフランシスコを経由して鉄道や屋外の仕事をするためにやってきた。かれらは中国系移民の権利と機会を制限することを求めた反中国人同盟のために人種差別を味わった。今日アジア人の人口は白人とヒスパニックに次いで3番目に多い。1880年代の中国人は域内人口の33%に達した。

## アイダホ準州

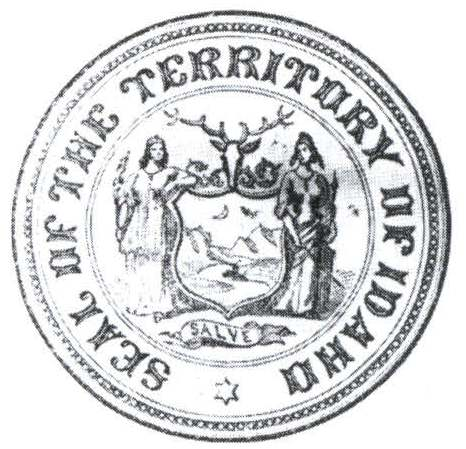
アイダホ準州章 1866-1890

1863年3月4日、エイブラハム・リンカーン大統領はワシントン準州とダコタ準州から切り取ってアイダホ準州を創設し、その州都をルイストンとする法律に署名した。当初のアイダホ準州領域には後にアイダホ州、モンタナ州およびワイオミング州になる地域の大半を含んでおり、人口は17,000人に満たなかった。アイダホ準州は1868年に現在の州の領域となり、1890年に州昇格を認められた。

## 州
1890年7月3日、ベンジャミン・ハリソン大統領がアイダホをアメリカ合衆国の州として認める法律に署名したとき、人口は88,548人だった。ジョージ・L・シャウプが初代知事となったが、合衆国上院議員になるためにわずか数週間で知事を辞めた。

### 坑夫の反乱
アイダホ州が州となった最初の年に、コー・ダリーンの鉱山地区で労働者の暴動が起こった。1892年、坑夫たちはストライキを呼びかけ、組合坑夫と会社の警備員との間の銃撃戦に発展した。どちらの側も相手が先に発砲したと告発した。最初の銃撃はウォレスの北と東にあたるバーク・キャニオンにある、フリスコのフリスコ鉱山で起こった。フリスコ鉱山は爆破され会社の警備員が捕獲された。暴力沙汰は近くの地域社会であるジェムに及び、そこでは組合坑夫が組合に潜入し情報を鉱山経営者に流したピンカートン探偵社のスパイを突き止めようとした。しかし、代理人のチャーリー・シリンゴは自分の部屋の床に穴を明けて逃亡した。ストライキ参加者はジェム鉱山を閉鎖させ、続いて西のウォードナーに近いバンカーヒル鉱業複合施設に移動し、その施設も閉鎖した。
バーク・キャニオンでは数人が殺された。アイダホ州兵隊と連邦軍が地域に派遣され、組合坑夫とその同調者が留置場に放り込まれた。1899年に再度バンカーヒル施設で敵対関係が噴き上がり、このときは組合坑夫17人が組合に参加したことでクビになった。その他の組合坑夫は一律に給与を下げられ立ち去るように命じられた。怒った組合員は地域で結集し、バンカーヒル鉱山を爆破し、会社員2人を殺した。
どちらの紛争でも、組合の苦情は給与、労働時間、坑夫が組合に参加する権利、および鉱山所有者が密告者や覆面捜査員を使ったことが問題だった。組合坑夫が行った暴力沙汰は1892年と1899年に残酷な形でお返しされた。
西部坑夫連盟を通じて鉱山地区での戦闘はコロラド州での大きな坑夫のストライキに密接に結びつけられるようになった。闘争は1905年12月に山場を迎え、西部坑夫連盟の会員ハリー・オーチャード（アルバート・ホースリーとも呼ばれた）によって元知事フランク・ストイネンバーグが暗殺された。オーチャードは、ストイネンバーグ知事が労働者寄りの綱領で選出された後で1899年のストライキを破らせたことで、憤っていたと言われている。
ピンカートンの探偵ジェイムズ・マクパーランドが暗殺の調査を行った。1907年、西部坑夫連盟の財務担当者"ビッグビル"・ヘイウッドとその他2人の指導者がストイネンバーグ殺害に対する共謀で告発され、オーチャードがマクパーランドとの裏取引で彼等に不利な証言を行った。全国に報道された裁判では、合衆国上院議員のウィリアム・E・ボラーが検察官となり、クラレンス・ダローが被告の弁護を行った。弁護人団はオーチャードがピンカートンのエージェントであり、クリップルクリーク鉱山所有者協会のために報酬を貰う密告者として行動したという証拠を提出した。ダローは、オーチャードの真の暗殺動機はストイネンバーグによる戒厳令宣言に対する報復であるとし、オーチャードはそうならなければ金持ちになったであろうハーキュールズ鉱山の株を擦ってしまうことになった、と主張した。
西部坑夫連盟のうち2人は2つの別々の裁判で無罪となり、3人目も釈放された。オーチャードは有罪とされ死刑を宣告された。その刑は減刑され、生涯の残りをアイダホの刑務所で過ごした。

### アイダホの鉱業
アイダホの鉱業は大きな儲かる事業であり、アイダホに大きな注意を引き寄せた。1860年から1866年、アイダホでは、合衆国で生産される金の19%を産出し、その量は250万オンス（70 トン）となった。
アイダホの鉱業生産の大半は1890年から1969年のものであり、最高見積額では28億8千万ドルから34億2千万ドルに相当する金属から得られた。アイダホの金属鉱山地域の中でもコー・ダリーン地区の生産量が飛び抜けており、アイダホ州で生産された総量約80%に相当している。

#### 鉱業地域
その他の幾つか、ボイシ盆地、ウッド川渓谷、スティブナイト、ブラックバードおよびウーイヒーの鉱山は他の大きな生産地の遙か上にある。アトランタ、ベア渓谷、ベイホース、フロレンス、ギルモア、マッケイ、パターソンおよびヤンキーフォークは全て、1000万ないし2000万ドルに達し、エルクシティ、リーズバーグ、ピアス、ロッキーバーおよびウォーレンの鉱山はアイダホの主要鉱業地域の残りを形成し、言及に値する60かそこらの鉱山の生産量を上回っている。
多くの小さな鉱山はアイダホの金属鉱山地域のリストには現れない。少量の金がサーモンミードーのグーズクリークで回収された。クリーブランド近くの鉱山は1922年に調査され1926年に少量のマンガンを産出した。数トンの銅がフォートホールから産出され、さらに数トンがモンペリエ近くの鉱山から産出した。同様に数トンの鉛はベアレーク近くの鉱山から産出し、銀の埋蔵がエルバ近くのカシアクリークで知られている。含金石英脈や銀脈がエルク川の西ルビークリークにあり、ウィンチェスター近くのディアクリークではわずかな銅が開発されている。モリブデンはロアリング川とサーモン川東支流で知られている。他に小さな鉱業事業がソルディア山周辺とモンターの北、スクォークリークで行われてきた。

## 進歩的な政策
アイダホ州は19世紀遅くから20世紀初めに掛けての進歩主義についてはより受容力の高い州の一つだった。女性参政権（1896年）や禁酒法（1916年）のような進歩的政策は連邦法になる前に取り入れてきた。アイダホ人は銀の自由鋳造を強く支持した。1890年代後半の複本位制を提唱する人民党や銀本位共和党が特に州内で支持を得た。

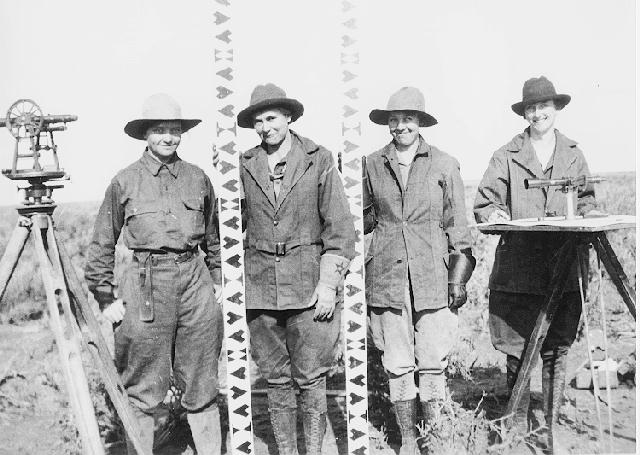
全員が女性の測量隊、ミニドカ・プロジェクト、1918年

州昇格後、アイダホの経済の中心は特に南部で徐々に鉱業から農業に移った。シルバーシティやロッキーバーのような古い鉱山町は州昇格後に町になった農業中心の地域社会、例えばナンパやツインフォールズの後塵を拝した。スネーク川のミルナー・ダムが1905年に完成し、以前はほとんど人が住んでいなかったマジック渓谷にも多くの農業社会ができるようになった。
一方、鉱業町の幾つかはリゾート地域として生まれ変わった。最も顕著な例はブレイン郡であり、1936年にサンバレースキー場が開設された。その他のシルバーシティやロッキーバーはゴーストタウンになった。

## 1950年代から現代
州北部ではさらに数十年間鉱業が重要な産業であり続けた。1980年代初期にショショーニ郡のバンカーヒル・ミル複合施設が閉鎖し、地域の経済を深刻な沈滞状態に追いやった。そのとき以来、アイダホ州北部での観光産業の実質的な隆盛で地域を快復に向かわせた。湖の側のリゾートタウン、コー・ダリーンは地域の観光客の目的地になっている。
1980年代から北アイダホでは極右勢力や生存主義者政治集団が勢力を伸ばしており、特に顕著なものはネオナチの見解を持っているアーリア民族軍だった。これらの集団は州のパンハンドル地域、特にコー・ダリーンの近辺に集中していた。アイダホ州は政治的には保守的だが、その住民の大半はそのようなイデオロギーを拒絶している。
1992年、アイダホ州北部の小さな町ネイプルズに近いルビーリッジで、連邦保安官、FBIと白人分離主義者でアーリア民族軍に参加していたランディ・ウィーバーとその家族の間に、紛争が起こった。銃撃戦と連邦保安官の死に続いて、ウィーバーの息子と妻が国民の注目を集め、そのような状況で連邦制が権力を行使することについてかなりの量の議論を呼んだ。
2001年、ハイデン湖に位置していたアーリア民族軍施設が裁判の結果差し押さえられ、組織はアイダホ州から出て行った。同じ頃、ボイシ市はアンネ・フランクの銅像を飾り、彼女やその他多くの著作家の人間の自由や平等を称える印象的な石造人権記念碑を建立した。最近の世論調査では、アイダホの市民は異なった文化や民族性の人々を受け入れる傾向にある。

### ネバダ核実験施設からの放射能廃棄物

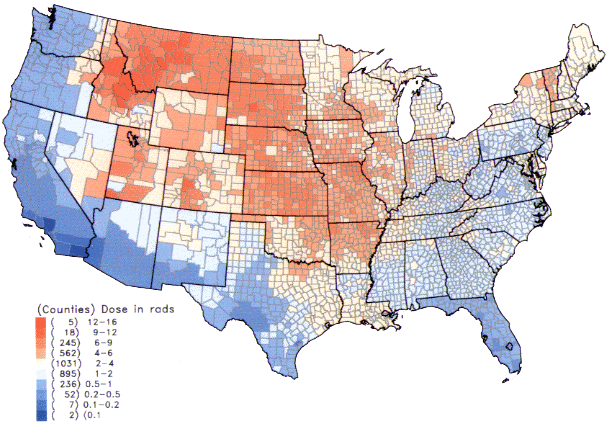
ネバダ核実験場で行われた大気圏内核実験に起因する、人口当たり沃素131甲状腺線量異常発生数

アイダホ州は1950年代と1960年代にネバダ核実験場で行われた核実験に起因する死の灰が降った州の一つである。連邦政府が発行した報告書では、これら実験の結果として多くのアイダホ住民が被災し今も苦しんでいることを示している。2007年9月現在、連邦議会は犠牲者に対する補償努力を続けている。